# リック・ロー
リック・ロー（Rick Law、1969年12月15日 - ）は、アメリカ合衆国の映画、テレビ、音楽、コミック、おもちゃ、ビデオゲームのプロデューサーおよびイラストレーター。

## 人物
映画プロデューサーとしては2012年の『Blue Like Jazz』、2013年の『Drew: The Man Behind The Poster』、そして2015年の『Leonard Knight: A Man & His Mountain』などの作品が知られる。
音楽プロデューサーとしては、2014年にリリースされたスティーブ・テイラー＆パーフェクトホイルの『Goliath』などがある。
1993年以来、ウォルト・ディズニー・カンパニーで働いている。
ウォルト・ディズニー・カンパニー参加作品
- 『ムーラン』、原題：Mulan
- 『ライオン・キング2 シンバズ・プライド』、原題：The Lion King II: Simba's Pride
- 『ビアンカの大冒険 ゴールデン・イーグルを救え!』、原題：The Rescuers Down Under
- 『101』、原題：101 Dalmatians
- 『ティンカー・ベル』、原題：Tinker Bell
- 『くまのプーさん_完全保存版II_ピグレット・ムービー』、原題：Piglet's Big Movie
- 『くまのプーさん/ルーの楽しい春の日』、原題：Winnie the Pooh: Springtime with Roo
- 『ターザン&ジェーン』、原題：Tarzan & Jane
- 『ミッキーのクリスマスの贈りもの』、原題：Mickey's Once Upon a Christmas
- 映画『スペース・バディーズ　小さな5匹の大冒険（英語版）』シリーズ3作、Air Buddies、Snow Buddies、およびSpace Buddies